# Гуулін
Гуулін (монг. Гуулин) — сомон аймаку Говь-Алтай, Монголія. Населення 1,9 тис. Центр — селище Гуулін розташоване на відстані 80 км від міста Алтай та 760 км від Улан-Батору. Є школа, лікарня, Будинок культури.